# Christian Ernst von Münchow
Christian Ernst von Münchow (* 20. Mai 1671; † 28. Januar 1749) war ein preußischer Kammerpräsident in Königsberg und in der Neumark.

## Leben
Christian Ernst von Münchow entstammte der Buckower Linie des pommerschen Adelsgeschlecht von Münchow. Seine Eltern waren Bernd Christian von Münchow, Erbherr auf Kosemühl und Clara Erdmuthe von Wobeser, Tochter des Landrats zu Stolp Peter von Wobeser († 1658).
Er besuchte seit 10. April 1691 die Universität Wittenberg und war nach seinem Abschluss Landvogt zu Stolp und Schlawe. Am 12. Mai 1700 erhielt Münchow Sitz und Stimme im Kammergericht und war seit dem 24. Januar 1707 königlich preußischer Geheimer Justiz-, Hof- und Kammergerichtsrat, wofür er jedoch erst ab November Salär erhielt. 1714 wurde er Kammerpräsident zu Königsberg in Preußen.
Der Friedrich der Große war in seiner Kronprinzenzeit zum Ende seines unfreiwilligen Aufenthalts in Küstrin mehrfach Gast im Hause Münchows als dieser seit dem Jahre 1727 ebd. Kriegs- und Domänenrat sowie Kammerpräsident der Neumark war. Die Besuche des Kronprinzen im Hause Münchows trugen wesentlich zur Erleichterung seiner Gefangenschaft in Küstrin bei.
Wegen seiner Treue verlieh Friedrich der Große, nach seiner Inthronisation Münchows Familie das Erbtruchsessamt der Kurmark.
Münchow war auch Komtur des Johanniterorden zu Lietzen und verfügte über einen umfangreichen Gutsbesitz. So war er Erbherr auf Kose, Kosemühl und Wottnogge. 1717 wurde er nach dem Ausgang der von Hechthausen deren Lehnsnachfolger. Auch Chwalkowskischen Lehngüter Billberge, Rengerslage, Möllendorf und Platz konnte er für sich erwerben. Im Jahre 1732 erwarb er auch Mickrow, wo unter seiner Regie das Gutshaus errichtet wurde.

## Ehe und Nachkommen
Münchow vermählte sich mit Eleonore Philippine Chwalkowo von Chwalkowski herb. Odrowąż (* 7. Mai 1693; † 3. Oktober 1741), aus einer polnischen Adelsfamilie, der letzten ihres Geschlechts. Aus der Ehe sind zwei Töchter und fünf Söhne hervorgegangen, von denen die ältesten drei 1741 anlässlich der Huldigung Friedrichs des Großen durch die schlesischen Stände in Breslau, in den erblichen preußischen Grafenstand erhoben wurden.
- Graf Ludwig Wilhelm von Münchow (* 1709; † 23. September 1753), Herr auf Klein Kauer und Golschwitz, Truchsess der Kurmark, königlich preußischer Geheimer Hofrat, Staats-, Kriegs- und Dirigierender Minister, Chefdirigent der Kriegs- und Domänenkammer in Breslau und Glogau, sowie Komtur des Johanniterordens und Träger des Roten Adlerordens[7]
- Charlotte Louisa von Münchow, ⚭ Andreas Christoph von Münchow (* 1714; † 1758), Direktor der Neumärkischen Regierung[8]
- Graf Philipp Ernst von Münchow, Erbherr auf Kosemühl, königlich preußischer Major und Flügeladjutant, Ritter des Johanniterordens, ⚭ Luise[9] Tugendreich von Sydow
- Graf Carl Gustav von Münchow (* 1717; † 1780), königlich preußischer Major, Ritter des Johanniterordens, ⚭ Sophie Agnes von Borck; setzte die Stammlinie fort
- Friedrich Leopold von Münchow († im 21/22. Lebensjahr)
- Sophie Henrietette Albertine von Münchow, ⚭ 1740 Georg Albrecht von Birckholtz (* 1710; † 1777), Landrat, später Kammerpräsident der Neumark
- Alexander Christoph von Münchow (* 1726; † 1806), Erbherr auf Zülchow, königlich preußischer Obristwachtmeister, Kommendator des Johanniterordens, ⚭ Wilhelmine Dorothea von Münchow, Tochter des königlich preußischen Generalleutnants Gustav Bogislav von Münchow; setzte die Stammlinie fort